# Cúp bóng đá Macedonia 2008–09
Cúp bóng đá Macedonia 2008–09 là mùa giải thứ 17 của giải đấu bóng đá loại trực tiếp ở Cộng hòa Macedonia. FK Rabotnički bảo vệ thành công chức vô địch với lần thứ 2 đoạt cúp.

## Lịch thi đấu
| Vòng      | Ngày thi đấu                              | Số trận | Câu lạc bộ |
| --------- | ----------------------------------------- | ------- | ---------- |
| Vòng Một  | 17 tháng 9 năm 2008                       | 16      | 32 → 16    |
| Vòng Hai  | 22 và 29 tháng 10 năm 2008                | 16      | 16 → 8     |
| Tứ kết    | 26 tháng Mười Một và 10 tháng 12 năm 2008 | 8       | 8 → 4      |
| Bán kết   | 8 tháng Tư và 6 tháng 5 năm 2009          | 4       | 4 → 2      |
| Chung kết | 24 tháng 5 năm 2009                       | 1       | 2 → 1      |

## Vòng Một
Lễ bốc thăm diễn ra vào ngày 21 tháng 6 năm 2008 ở Skopje. Các trận đấu diễn ra vào ngày 17 tháng 9 năm 2008.
| Đội 1            | Tỉ số   | Đội 2            |
| ---------------- | ------- | ---------------- |
| Fortuna          | 2–3     | Pobeda           |
| Ohrid 2004       | 3–0 (f) | Bashkimi         |
| Bregalnica Štip  | 0–3 (f) | Horizont Turnovo |
| Vardino          | 0–4     | Milano           |
| Karaorman Struga | 0–3 (f) | Belasica         |
| Gostivar         | 0–3 (f) | Miravci          |
| Teteks           | 0–1     | Makedonija       |
| Lokomotiva       | 0–2     | Rabotnički       |
| Nov Milenium     | 1–0     | Cementarnica     |
| Kravari          | 0–4     | Shkëndija 79     |
| Babuna           | 0–3     | Vardar           |
| Sloga Jugomagnat | 2–4     | Renova           |
| 11 Oktomvri      | 0–1     | Metalurg         |
| Vëllazërimi      | 0–2     | Sileks           |
| Kožuf            | 1–4     | Pelister         |
| Drita            | 2–1     | Napredok         |

## Vòng Hai
Lễ bốc thăm diễn ra vào ngày 22 tháng 9 năm 2008 ở Skopje. Các trận lượt đi diễn ra vào ngày 22 tháng 10 năm 2008 và lượt về vào ngày 29 và 30 tháng 10 năm 2008.
| Đội 1        | TTS | Đội 2            | Lượt đi | Lượt về |
| ------------ | --- | ---------------- | ------- | ------- |
| Metalurg     | 0–1 | Milano           | 0–1     | 0–0     |
| Vardar       | 1–3 | Renova           | 1–1     | 0–2     |
| Rabotnički   | 3–0 | Nov Milenium     | 1–0     | 2–0     |
| Drita        | 1–5 | Miravci          | 1–1     | 0–4     |
| Sileks       | 2–0 | Belasica         | 2–0     | 0–0     |
| Pelister     | 6–1 | Horizont Turnovo | 4–0     | 2–1     |
| Pobeda       | 1–5 | Makedonija       | 1–1     | 0–4     |
| Shkëndija 79 | 5–1 | Ohrid 2004       | 3–0     | 2–1     |

## Tứ kết
Lễ bốc thăm diễn ra vào ngày 6 tháng 11 năm 2008 ở Skopje. Các trận lượt đi diễn ra vào ngày 26 tháng 11 năm 2008 và lượt về vào ngày 7 và 10 tháng 12 năm 2008.
| Đội 1    | TTS | Đội 2        | Lượt đi | Lượt về |
| -------- | --- | ------------ | ------- | ------- |
| Renova   | 0–1 | Rabotnički   | 0–0     | 0–1     |
| Sileks   | 1–4 | Milano       | 0–2     | 1–2     |
| Pelister | 3–4 | Shkëndija 79 | 3–1     | 0–3     |
| Miravci  | 1–4 | Makedonija   | 1–1     | 0–3     |

## Bán kết
Lễ bốc thăm diễn ra vào ngày 25 tháng 12 năm 2008 ở Skopje. Các trận lượt đi diễn ra vào ngày 8 tháng 4 năm 2009 và lượt về vào ngày 6 tháng 5 năm 2009.
| Đội 1      | TTS | Đội 2        | Lượt đi | Lượt về |
| ---------- | --- | ------------ | ------- | ------- |
| Rabotnički | 3–2 | Shkëndija 79 | 3–1     | 0–1     |
| Makedonija | 2–1 | Milano       | 2–0     | 0–1     |

### Lượt đi
| Rabotnički                               | 3−1 | Shkëndija 79 |
| ---------------------------------------- | --- | ------------ |
| Osmani 60' · Wandeir 61' · Zé Carlos 68' |     | Asani 35'    |

| Makedonija                  | 2−0 | Milano |
| --------------------------- | --- | ------ |
| de Brito 62' · Milevski 83' |     |        |

### Lượt về
| Shkëndija 79 | 1−0 | Rabotnički |
| ------------ | --- | ---------- |
| Hasan 5'     |     |            |

Rabotnički thắng 3–2 sau 2 lượt trận.
| Milano       | 1−0 | Makedonija |
| ------------ | --- | ---------- |
| Geshoski 54' |     |            |

Makedonija thắng 2–1 sau 2 lượt trận.

## Chung kết
| Rabotnički                                                         | 1–1 (s.h.p.) | Makedonija                                                                         |
| ------------------------------------------------------------------ | ------------ | ---------------------------------------------------------------------------------- |
| Pandev 90'                                                         | Chi tiết     | Klechkarovski 65'                                                                  |
| Loạt sút luân lưu                                                  |              |                                                                                    |
| Wandeir · Filho · Trajchev · Dimovski · Perendija · Savić · Pandev | 6–5          | de Brito · Brnjarchevski · Klechkarovski · Ilievski · Milevski · Lena · Jovanovski |